# Vrútky

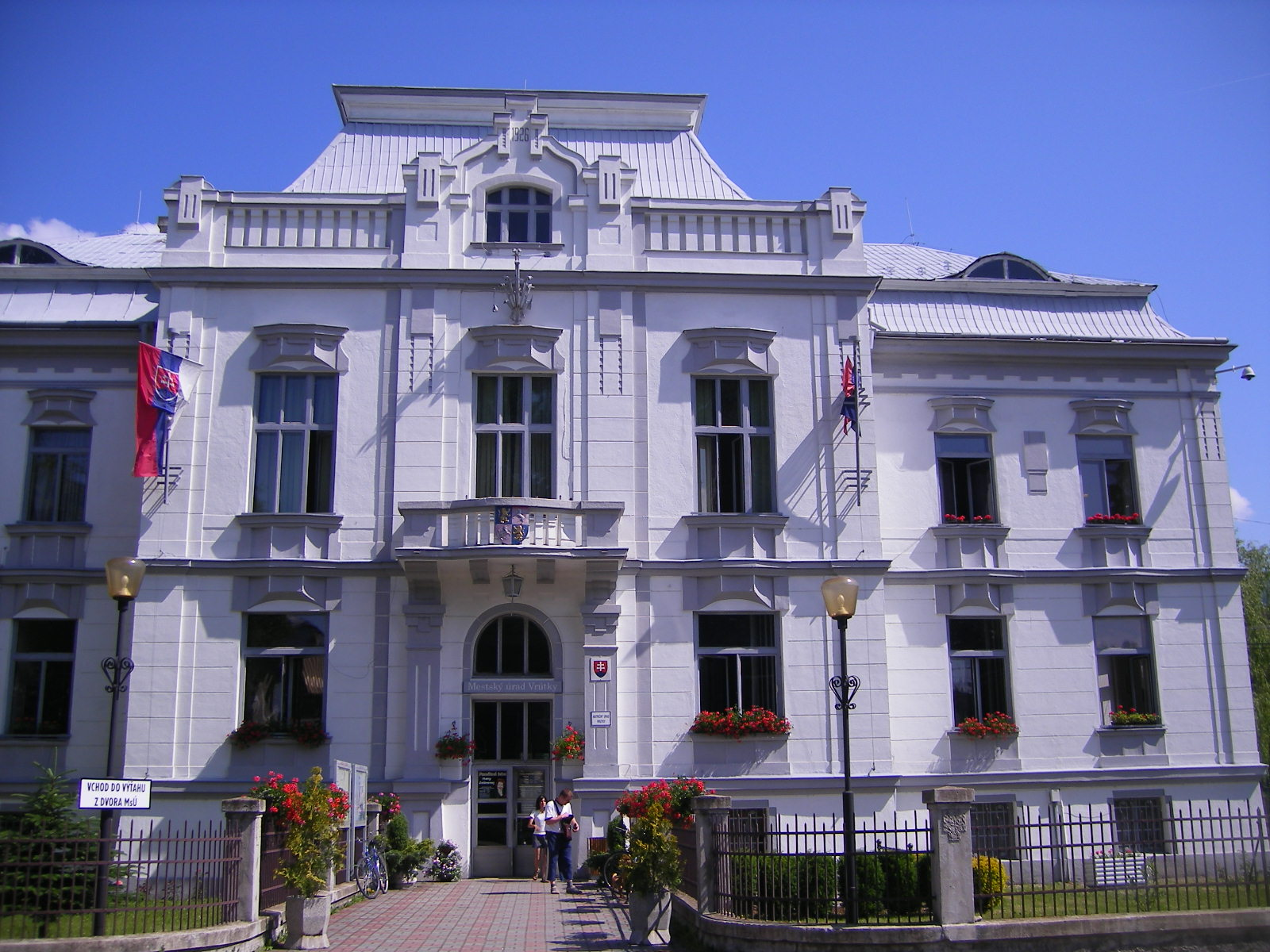
Ayuntamiento de Vrútky.

Vrútky (en alemán: Ruttek; en húngaro: Ruttka) es una ciudad del norte de Eslovaquia, cercana a la ciudad de Martin. Vrútky se encuentra en la región histórica de Turiec.

## Geografía
La ciudad situada a la salida de la cuenca hidrográfica del Turiec, en la confluencia de los ríos Váh y Turiec, está bordeada por los montes Malá Fatra por el oeste y por el norte.  
Vrútky está localizada a 3 kilómetros al norte de Martin, con la cual comparte transporte público. Y a 25 kilómetros al sureste de Žilina. Además la sede del Parque nacional de Veľká Fatra se encuentra en esta ciudad.

## Historia
La primera mención de la población de la que se tiene testimonio fue realizada en 1255, con el nombre de Vrukt. Sin embargo, se conoce la existencia de un asentamiento anterior con el nombre de Vrutok, en antiguo eslavo. A finales del siglo XIII la ciudad se dividió en dos entidades diferentes, Dolné Vrútky y Homé Vrútky. La iglesia gótica de San Juan Bautista fue erigida en 1285. En 1332 la población se convirtió en un municipio independiente, Ya en 1809 Vrútky contaba con 300 habitantes. La construcción de la línea férrea que une a  Košice con Bohumín en 1871 y la que une Vrútky con Zvolen en 1873, y la instalación de un taller para ferrocarriles, en ese mismo año, convierten a la población en un importante nudo ferroviario, desarrollándose económicamente. Debido a la prosperidad su población pasa de los 915 habitantes en 1869 a 1.944 en 1880 y a 4.345 en 1900. Entre 1949 y 1954, y entre 1971 y 1954 los términos municipales de Vrútky y Martin se unieron para formar la ciudad de Martin-Vrútky. En 1990 el municipio volvió a recuperar su estatus de ciudad.

## Demografía
| Año        | 1994 | 2004    | 2014    | 2024    |
| ---------- | ---- | ------- | ------- | ------- |
| Población  | 7344 | 7275    | 7666    | 7397    |
| Diferencia |      | −0,93 % | +5,37 % | −3,50 % |

| Año        | 2023 | 2024    |
| ---------- | ---- | ------- |
| Población  | 7399 | 7397    |
| Diferencia |      | −0,02 % |

En 2001 la ciudad tenía 7.298 habitantes, de los cuales el 96,01% eran eslovacos, el 1,33% checos, el 0,47% gitanos y el 0,33% húngaros. La religión mayoritaria es la católica, que profesan el 50,34% de la población. Mientras, los no afiliados a ninguna confesión religiosa suponen el 24,86% y los luteranos el 19,01%.

## Ciudades hermanadas
Vrútky se encuentra hermanada con las siguientes localidades:
- Bebra, Alemania.
- Fulnek, República Checa.
- Łaziska Górne, Polonia.
- Nymburk, República Checa.